# Leptoclinides longicollis
Leptoclinides longicollis är en sjöpungsart som beskrevs av Kott 200. Leptoclinides longicollis ingår i släktet Leptoclinides och familjen Didemnidae. Inga underarter finns listade i Catalogue of Life.